# Kusilvak Census Area
Die Kusilvak Census Area (bis 2015 Wade Hampton Census Area) ist eine Census Area im US-Bundesstaat Alaska im Nordwesten des Yukon-Kuskokwim-Deltas an der Küste von Beringmeer und Norton Sound.
Bei der Volkszählung im Jahr 2020 lebten hier 8368 Menschen. Die Kusilvak Census Area gehört zum Unorganized Borough und hat somit keinen Verwaltungssitz. Die Census Area hat eine Fläche von 50.943 km², wovon 44.531 km² auf Land und 6412 km² auf Wasser entfallen. Der größte Ort der Region ist Hooper Bay.

## Städte und Orte
In der Kusilvak Census Area befinden sich 12 Cities (Gemeinden) sowie ein Census-designated place (gemeindefreies Gebiet) (Stand 2020).

### Cities
- Alakanuk
- Chevak
- Emmonak
- Hooper Bay
- Kotlik
- Marshall
- Mountain Village
- Nunam Iqua
- Pilot Station
- Russian Mission
- Scammon Bay
- St. Mary’s

### Census-designated places (CDPs)
- Pitkas Point